# ISU-152
Das ISU-152 (russisch ИСУ-152) war ein schweres sowjetisches Kettenfahrzeug mit einem Geschütz des Kalibers 152,4 mm (6 Zoll) als Primärwaffe. Die gepanzerte Selbstfahrlafette mit Zwölfzylinder-Dieselmotor wurde zur Zeit des Zweiten Weltkrieges entwickelt und von 1943 bis 1946 gebaut. Die Rote Armee setzte sie im Deutsch-Sowjetischen Krieg ab Januar 1944 ein. Die ISU-152 dienten als Panzerartillerie (Haubitze) zur Feuerunterstützung der Panzer und Infanterie sowie als Jagdpanzer gegen die schweren Panzer der Wehrmacht.
Die Bezeichnung ISU bedeutet „Samochodnaja Ustanowka (Selbstfahrlafette) auf dem Fahrgestell (Wanne mit Kettenlaufwerk) des IS-Panzers“ oder „IS-Ustanowka“ (für „Iossif Stalin“); das „I“ diente zur Unterscheidung von der SU-152-Selbstfahrlafette, die auf dem Fahrgestell des KW-1-Panzers basierte. Wie bei dieser steht die 152 für das Kaliber der Hauptwaffe.
Die Entwürfe für das ISU-152 im Konstruktionsbüro des Versuchsbetriebs Nr. 100 in Tscheljabinsk dauerten von Juni bis November des Jahres 1943. Nach Abnahme durch die Rote Armee am 6. November 1943 begann das Kirowwerk für Panzerproduktion in der Stadt Tscheljabinsk (russisch Кировский завод наркомтанкопрома в г. Челябинске, kurz TschKS, heute Tscheljabinski Traktorny Sawod – URALTRAK) im Dezember 1943 mit der Serienproduktion. Nach Ende der Leningrader Blockade im Januar 1944 und der Wiederherstellung der Anlagen stellte auch das Kirowwerk (Кировский Завод) in Leningrad (Leningradski Kirowski Sawod, LKS) ab 1945 die ISU-152 her. Beide Betriebe stellten 1946 die Serienproduktion ein.
Die ISU-152 erwiesen sich als zuverlässiges und kampfstarkes Muster der sowjetischen Selbstfahrartillerie mit einer langen Dienstzeit. Sie waren auch in der Sowjetarmee noch bis Mitte der 1970er-Jahre im Einsatz. Die Sowjetunion verkaufte oder lieferte unentgeltlich ISU-152 während des Zweiten Weltkrieges und in der Nachkriegszeit an ihre Verbündeten Polen, Tschechoslowakei, Volksrepublik China und Ägypten. Einige Fahrzeuge nahmen am Koreakrieg und bewaffneten Konflikten in Nahost teil.

## Geschichte

### Entwicklung
Die Entwürfe im Konstruktionsbüro des Opytny Sawod No.100 (russisch Опытный завод №100, Versuchsbetrieb Nr. 100) begannen im Juni 1943. Zu dieser Zeit war bereits klar, dass der schwere Panzer KW-1S in der Serienproduktion durch den neuen und kampfstärkeren IS-1-Panzer derselben Klasse ersetzt werden würde. Die Kritik an der Leistungsfähigkeit des KW-1 betraf die Bewaffnung, die die gleiche Effektivität wie die des günstiger herzustellenden mittleren Panzers T-34 hatte, sowie die unter den Bedingungen der Jahre 1942/43 für einen schweren Durchbruchspanzer unzureichend werdende Panzerung. Die Fahrgestelle des KW-1S wurden jedoch für die Fertigung der schweren SU-152-Sturmgeschütze genutzt und über ihre Notwendigkeit für die Rote Armee bestand anders als beim KW-1s-Panzer kein Zweifel. Die ausgezeichneten Gefechtseigenschaften des SU-152 – es war das einzige sowjetische gepanzerte Fahrzeug, das trotz einer Anzahl von schwerwiegenden Mängeln die neuen deutschen Panzer sowie Befestigungen und andere ungepanzerte Ziele effektiv bekämpfen konnte – stellte die Frage nach der Serienproduktion eines Nachfolgers auf dem neuen Fahrgestell des IS-1 anstatt dem des allmählich veraltenden KW-1S.
Der Leiter der Arbeiten war Josef Jakowlewitsch Kotin, einer der damals führenden sowjetischen Spezialisten in der Entwicklung schwerer Panzer. Seit 1940 wurden alle sowjetischen Serienkampffahrzeuge dieser Klasse unter seiner Führung entwickelt. G. N. Moskwin war Chefkonstrukteur des neuen Sturmgeschützes. Das Projekt wurde in seiner Anfangsphase als IS-152 bezeichnet. Der erste Prototyp wurde bereits im August 1943 gebaut, er stellte eine Übergangsvariante vom SU-152 zu dem neuen Fahrzeug dar, bei dem viele neue Details in der alten Panzerwanne verwendet wurden. Zusammen mit dem IS-1- und KW-85-Panzer wurde dieser Prototyp der höchsten sowjetischen Führung, einschließlich Josef Stalin, im August oder frühen September 1943 – die Historiker nennen verschiedene Daten – vorgeführt. Josef Stalin zeigte sich an dem neuen Fahrzeug interessiert und führte selbst ein Gespräch mit der Besatzung des Prototyps über die getroffenen Maßnahmen zur Behebung von Mängeln des Entwurfs.
Die Resolution Nr.4043ss des Staatlichen Verteidigungskomitees der UdSSR, herausgegeben am 4. September 1943, nahm das neue Sturmgeschütz für die Rote Armee an, die Details der Vorbereitung der Serienproduktion sowie einige Maßnahmen zur Vereinfachung dieses Prozesses wurden im Befehl Nr. 540 des Panzerindustrie-Volkskommissars vom 7. September 1943 abgehandelt.
Während der Tests zeigte der Übergangsprototyp auf Grund der hektischen Entwicklung jedoch einige Mängel und sein Preis war deutlich höher als geplant. Daher wurde die Serienproduktion des SU-152 im September 1943 fortgesetzt und alle Arbeiten wurden in diesem Monat auf den zweiten IS-152-Prototyp gelenkt. Dieses Fahrzeug, genannt „Objekt 241“, wurde im frühen Oktober gebaut. Die Werkerprobung und die späteren staatlichen Tests waren erfolgreich und die Kosten waren vergleichbar mit denen des SU-152.
Im Ergebnis wurde mit der Resolution vom 6. November 1943 durch das Staatliche Verteidigungskomitee das „Objekt 241“ unter der Bezeichnung ISU-152 für die Rote Armee angenommen und die Serienproduktion im TschKS angeordnet. Die erste Serie von 35 ISU-152 sollte noch bis zum 1. Januar 1944 fertig gebaut sein. Im Dezember 1943 wurden der neue ISU-152 und der alte SU-152 gleichzeitig auf der Fertigungsstraße des TschKS produziert; seit Januar 1944 baute der Betrieb nur noch ISU-152, die Serienproduktion seines Vorgängers wurde endgültig gestoppt.
Infolge der starken Auslastung des TschKS durch die Serienproduktion des IS-2 wurden die Panzerwannen des ISU-152 von der Uralski Sawod Tjashjologo Maschinostrojenija (USTM, russisch Уральский завод тяжёлого машиностроения, Ural-Fabrik des schweren Maschinenbaus) geliefert. Dieser Betrieb war ein Zentrum des sowjetischen Selbstfahrartillerie-Fahrzeugbaus und fertigte neben den ISU-152-Panzerwannen mittlere Sturmgeschütze und Jagdpanzer wie die SU-122, SU-85 und SU-100.

### Serienproduktion
Von November 1943 bis Dezember 1945 bauten das TschKS und das LKS 2574 ISU-152-Sturmgeschütze (davon bis Mai 1945 1885 Fahrzeuge). Die Produktionszahlen werden in der folgenden Tabelle aufgezeigt:
| Serienproduktion des ISU-152 von 1943 bis 1947 | Serienproduktion des ISU-152 von 1943 bis 1947 | Serienproduktion des ISU-152 von 1943 bis 1947 | Serienproduktion des ISU-152 von 1943 bis 1947 | Serienproduktion des ISU-152 von 1943 bis 1947 | Serienproduktion des ISU-152 von 1943 bis 1947 |
| ---------------------------------------------- | ---------------------------------------------- | ---------------------------------------------- | ---------------------------------------------- | ---------------------------------------------- | ---------------------------------------------- |
| Hersteller                                     | 1943                                           | 1944                                           | 1945                                           | 1946–1947                                      | Gesamt                                         |
| TschKS, Tscheljabinsk                          | 35                                             | 1340                                           | 1099                                           | –                                              | 2474                                           |
| LKS, Leningrad                                 | –                                              | –                                              | 100                                            | 216                                            | 316                                            |
| Insgesamt                                      | 35                                             | 1340                                           | 1199                                           | 216                                            | 2790                                           |

Die Serienproduktion wurde im Jahr 1946 beendet (einige Quellen geben das Jahr 1947 als Endzeitpunkt der Fertigung an), insgesamt 2790 Fahrzeuge dieses Typs wurden produziert. Lizenzen für die Produktion des ISU-152 in anderen Staaten wurden nicht verkauft.
Die Zahl der gefertigten Panzerwannen des ISU-152 stieg Anfang 1944 so schnell, dass das Werk Nr. 172, der einzige Hersteller der ML-20S-Kanonenhaubitzen, nicht alle mit ihrer Hauptbewaffnung ausrüsten konnte, obwohl das Produktionsvolumen der ML-20-Feldgeschütze bereits mehrmals zugunsten der ML-20S-Variante verringert wurde (1809 Stück 1942, 1002 im Jahr 1943 und nur 275 1944). Infolge des Mangels an ML-20S-Kanonenhaubitzen begann im April 1944 die Serienproduktion eines neuen Sturmgeschützes mit anderer Hauptwaffe, dem ISU-122. Dieses Fahrzeug unterschied sich vom ISU-152 nur in der Bewaffnung, anstatt der ML-20S-Kanonenhaubitze wurde im Aufbau die A-19S-Kanone im Kaliber 121,92 mm zusammen mit einem neuen Visierfernrohr und Munitionshalterungen für 30 Geschosse installiert. Es gab keine Probleme mit der Lieferung dieser Hauptwaffe, sie war schon im Jahr 1943 zahlreich in Rüstungslagern vorhanden und wurde ausreichend produziert. Dank der höheren Panzerdurchschlagskraft und geringeren Sprengkraft der 122-mm-Geschosse im Vergleich mit der 152-mm-Munition wurde die ISU-122 bevorzugt als Jagdpanzer eingesetzt, aber sie konnten auch erfolgreich als Sturmgeschütze verwandt werden.

### Unterstellung
Die ISU-152-Sturmgeschütze mitsamt ihren SU-152-Vorgänger- und ISU-122-Schwestermodellen wurden in den selbstständigen schweren Selbstfahr-Artillerieregimentern (russisch Отдельный тяжёлый самоходно-артиллерийский полк, ОТСАП, OTSAP) eingesetzt. 56 dieser Einheiten wurden von Mai 1943 bis 1945 neu aufgestellt, alle wurden sofort nach der Aufstellung zur Garde gerechnet. Das erste mit ISU-152 bewaffnete OTSAP wurde im Dezember 1943 neu aufgestellt und hatte seinen ersten Kampfeinsatz im Januar 1944. Ursprünglich zählte ein OTSAP zwölf SU-152-Sturmgeschütze sowie einen weiteren schweren KW-1s-Panzerbefehlswagen, nach der Entwicklung des ISU-152 wurde jedoch der neue Aufstellungsplan Nr.010/461 für die Regimenter übernommen.
Jedes OTSAP führte dann vier Batterien mit je fünf ISU-152 sowie ein weiteres Selbstfahrgeschütz für den Regimentskommandeur, insgesamt somit 21 Sturmgeschütze. Der Regimentskommandeur war gewöhnlich Oberst oder Oberstleutnant, die Batteriekommandeure waren Hauptleute oder Oberleutnante. Kommandanten der Linienfahrzeuge waren im Regelfall Leutnant oder Unterleutnant, die anderen Besatzungsmitglieder waren Sergeanten (gewöhnlich Richtschütze und Fahrer) oder gemeine Soldaten. Neben den vier Batterien hatte der Regimentskommandeur mehrere andere Untereinheiten zur Verfügung:
- Regimentsstab mit Führungszug (das ISU-152 des Regimentskommandeurs gehörte zu letzterem, dieser Zug konnte einen Geländewagen oder ein Kraftrad für die Aufklärung und Nachrichtenverbindung haben);
- MPi-Schützenkompanie
- rückwärtige Dienste:
  - Regiments-Krankenstube,
  - Versorgungseinheit,
  - Pionierzug,
  - Instandsetzungszug,
  - Transportzug mit einigen LKW für die Versorgung,
  - Munitionszug.

Ein Regiment konnte manchmal ISU-152- und ISU-122-Sturmgeschütze gleichzeitig einsetzen, aber die Kommandeure versuchten diese Situation zur Vereinfachung der Munitionsversorgung zu vermeiden. Die einzige schwere Selbstfahr-Artilleriebrigade, die 66. schwere Newelskaja Selbstfahr-Artilleriebrigade, hatte keine ISU-152 in ihrem Bestand (sie wurde mit ISU-122 und SU-76 bewaffnet); so waren die OTSAP die einzigen Einheiten, die offiziell ISU-152-Sturmgeschütze als Hauptbewaffnung nutzten.
Für ihren Kampfgeist bei der Befreiung von weißrussischen Städten erhielten acht OTSAP deren Namen als Ehrentitel zu ihrer offiziellen Einheitsbenennung hinzu, drei anderen OTSAP wurde ein Rotbannerorden verliehen.

### Einsatz

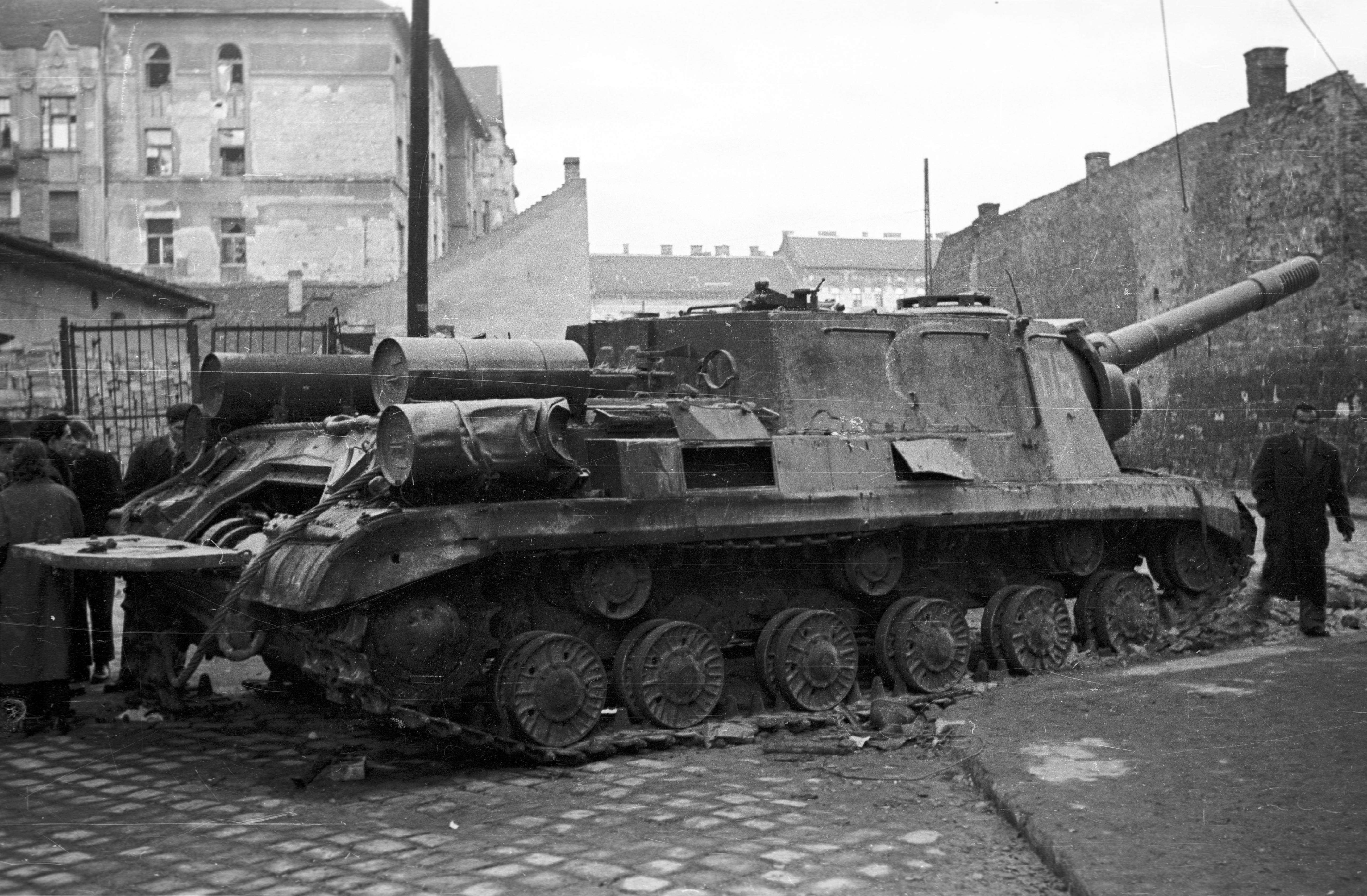
Während des ungarischen Volksaufstandes 1956 in Budapest offenbar aufgegebene ISU-152 mit offener Wartungsluke am Heck

Insgesamt verbanden die ISU-152 erfolgreich drei Haupttypen in sich: die Rolle als schweres Sturmgeschütz, Jagdpanzer und Panzerhaubitze. In jeder dieser Kategorien gab es jedoch andere und spezialisiertere Selbstfahrartilleriefahrzeuge mit besseren Charakteristiken im Vergleich zu den ISU-152. Während des Zweiten Weltkrieges waren ISU-152 außer in der UdSSR auch in Dienst bei den in der Sowjetunion aufgestellten Einheiten der polnischen Armee. Nach dem Zweiten Weltkrieg wurden sie an die Volksrepublik China und Ägypten geliefert oder verkauft, entsprechend kamen sie im Korea- und den Arabisch-Israelischen Kriegen zum Kampfeinsatz. Bei ersterem war ihre Anzahl nicht groß, im zweiten Fall wurden sie in festen Feuerstellungen am Ufer des Sueskanals verwendet. Einige Fahrzeuge wurden von den israelischen Streitkräften erbeutet. Während der Niederschlagung des ungarischen Volksaufstandes im Jahr 1956 bestätigten die ISU-152 der sowjetischen Armee noch einmal ihr großes Vernichtungspotential, aber es gelang den Aufständischen auch, einige Fahrzeuge zu beschädigen oder zu zerstören. Ende der 1950er-Jahre wurden die im Dienst verbliebenen ISU-152 modernisiert und nur etwa fünfzehn Jahre später endgültig ausgemustert.

#### ISU-152 als schweres Sturmgeschütz
Der Hauptverwendungszweck der ISU-152 war die Feuerunterstützung der angreifenden Panzer und Infanterie. Die 152,4-mm-ML-20S-Kanonenhaubitze konnte das schwere OF-540-Stahlsplittersprenggeschoss mit 43,56 kg Gesamtgewicht und 6 kg TNT-Ladung verschießen. Mit diesen Geschossen konnten sowohl freistehende ungepanzerte Ziele mit auf Splitterwirkung eingestellten Zündern als auch durch Feldbefestigungen geschützte Infanterie mit auf Sprengung gestellten Zündern sehr wirkungsvoll bekämpft werden. Die übliche Taktik der ISU-152 war der Einsatz in der zweiten Linie der Gefechtsordnung eines Panzerangriffs, etwa 100 bis 200 Meter hinter der ersten Fahrzeuglinie, die gewöhnlich aus schweren IS-Panzern mit gleicher Mobilität bestand. Nicht selten führten die ISU-152 einen Vorstoß selbst an, besonders bei Infanterieangriffen. Sie wurden aber seltener als turmlose Panzer verwendet als die leichter gepanzerten und bewaffneten SU-76 und SU-85. Manchmal unterstützten die ISU-152 offensive Aktionen mit ihrem Direktfeuer aus Feuerstellungen, beispielsweise bei der Überwindung des Swir während der Swir-Petrosawodsker Operation. Am 21. Juni 1944 durchquerten leichte Schwimmpanzer und Amphibienradfahrzeuge mit Infanteristen der 98. und 99. Gardeschützendivisionen nach dem Ende der Artillerievorbereitung den Fluss. Die 338., 339. und 378. OTSAP deckten mit insgesamt 63 ISU-152 den Übergang, indem sie die feindlichen Stellungen niederhielten oder zerstörten. Durch dieses Unterstützungsfeuer waren die sowjetischen Verluste während des Übersetzens minimal (6 von 40 Panzern). In der Folgezeit wurde diese Operation in sowjetischen Taktikanweisungen während des Krieges und in militärwissenschaftlichen Artikeln der Nachkriegszeit als Muster des erfolgreichen Zusammenwirkens der Waffen bei der Lösung einer komplizierten Gefechtsaufgabe erwähnt.
Die ISU-152 bewährten sich auch in ihrer Hauptfunktion als „Bunkerzerstörer“. Während des nochmaligen Durchbruchs der Mannerheim-Linie im Jahr 1944 zerstörten sie sowohl Beton- als auch Feldbefestigungsanlagen und zeigten ihre hohe Widerstandsfähigkeit gegen feindliches Feuer. Am 25. Juni 1944 wurden zwei Fahrzeuge vom finnischen Heer erbeutet; eines von diesen wurde wieder instand gesetzt, doch später von den sowjetischen Truppen zerstört.

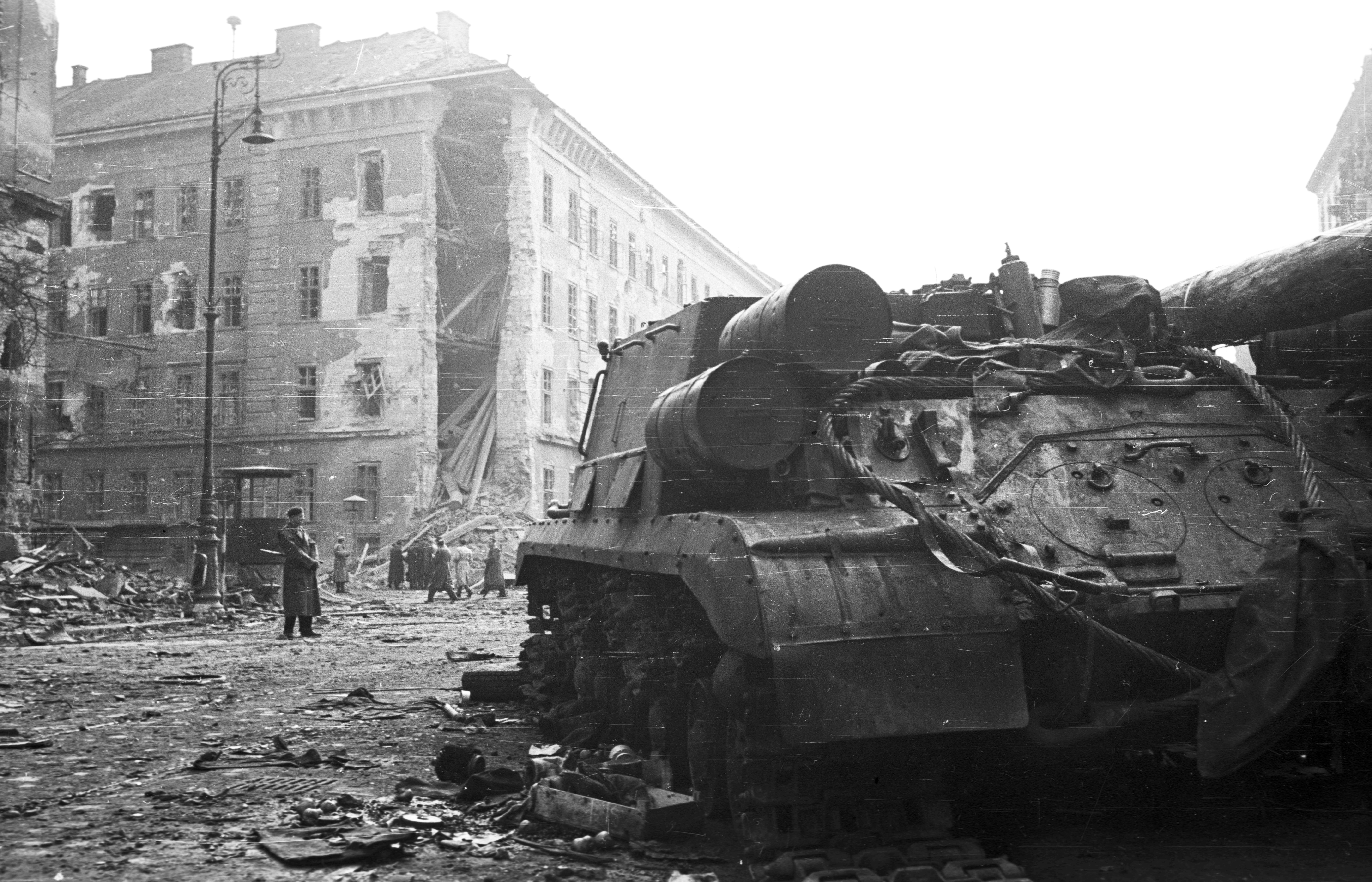
Beim ungarischen Volksaufstand 1956 im Stadtkampf eingesetzte ISU-152 mit beschädigtem Laufwerk.

Eine besondere Bedeutung hatten die ISU-152 in Stadtkämpfen, zum Beispiel beim Sturm Berlins, Budapests oder Königsbergs. Der gute Panzerschutz der Fahrzeuge erlaubte es ihnen, sich den gegnerischen Häuserstellungen zu nähern und diese mit einem direkten Schuss zu vernichten. Die sowjetischen Anweisungen unterstrichen die Wichtigkeit des Manövers in den beengten Bedingungen des Stadtkampfes sogar: Die angreifenden Panzer oder Sturmgeschütze sollten aus der Deckung gehen, schießen und wieder in Deckung gehen. Für die Bedienungsmannschaft gezogener Geschütze war dies aufgrund feindlichen Maschinengewehr- und Scharfschützenfeuers sehr gefährlich.
In Stadtkämpfen wurden die ISU-152 einzeln oder in Zweiergruppen mit einigen Infanteristen eingesetzt, die die Verluste durch „Faustniks“, so der Spitzname für feindliche Soldaten mit Panzerabwehrwaffen wie der Faustpatrone und Panzerfaust, reduzieren sollten. Diese Infanteriegruppen bestanden üblicherweise aus einigen MPi-Schützen, einem Scharf- oder zumindest gutem Schützen sowie manchmal einem Soldaten mit Tornisterflammenwerfer. Das überschwere DSchK-Flugabwehrmaschinengewehr war eine wirksame Waffe gegen „Faustniks“, die in Gebäuden, hinter Trümmern und Barrikaden Deckung suchten.
Das geschickte Zusammenwirken zwischen den Besatzungen und den ihnen zugeteilten Infanteristen erlaubte es, die Gefechtsaufgabe mit niedrigen Verlusten auszuführen. Neben den Frontberichten über diese erfolgreichen Operationen existieren jedoch auch zahlreiche Beispiele ungenügender taktischer Erfahrung sowjetischer Kommandeure. Ihre Panzerkräfte, einschließlich ISU-152, wurden hektisch, ohne Vorbereitung und Infanterie-Unterstützung en masse zum direkten Angriff geführt, im Ergebnis wurden sie von den Stadtverteidigern leicht zerstört.
In Stadtkämpfen in engen Straßen führte die große Leistung der Hauptwaffe des ISU-152 manchmal zu ungewollten Nebeneffekten, wie aus einem Zeitzeugenbericht hervorgeht:

«Полтора этажа дома вместе с вражеским противотанковым орудием и его прислугой рухнуло на землю. А в нашем расположении от мощной воздушной волны выстрела с треском лопнули толстые стекла в домах, находившихся рядом с самоходной установкой. Их тяжелые осколки посыпались на головы «зрителей», в результате были ранены руки и спины у десяти человек, а у двоих сломаны ключицы.»

„Eineinhalb Etagen zusammen mit der feindlichen Panzerabwehrkanone und ihrer Bedienmannschaft sind auf die Erde gestürzt. Aber bei unserer Stellung schlug die Druckwelle dicke Fensterscheiben in der Umgebung des Fahrzeugs ein, deren schwere Splitter regneten auf die Köpfe der „Zuschauer“, im Ergebnis waren zehn Männer an Rücken und Händen verwundet und zwei andere brachen sich das Schlüsselbein.“

In der Rolle als Sturmgeschütz erwarben sich die ISU-152 trotz ihrer Mängel eine hohe Wertschätzung unter sowjetischen Soldaten. Als Konsequenz dieses Umstandes und des Bedarfs der Roten (ab 1946 Sowjet-)Armee wurden sie sogar nach dem Ende des Zweiten Weltkrieges weiterhin in Serie gefertigt. Die Produktion der meisten anderen Typen von Kampffahrzeugen wurde schon im Jahr 1945 beendet.

#### ISU-152 als Jagdpanzer
Die ISU-152 konnten erfolgreich feindliche gepanzerte Fahrzeuge bekämpfen, obwohl sie reinen Panzerjägern mit speziellen Panzerabwehrkanonen nachstanden. In dieser Rolle übernahmen die ISU-152 den Spitznamen „Sweroboj“ (russisch зверобой, Großwildjäger) von ihrem Vorgänger SU-152. Für den Einsatz gegen gepanzerte Ziele waren die Panzergeschosse BR-540 und BR-540B mit 48,9 kg Gewicht und 600 m/s Mündungsgeschwindigkeit vorgesehen. Manchmal wurden auch Betongeschosse für diesen Zweck verwendet. Die getrennte Ladung und das hohe Gewicht der Panzergeschosse verringerte die Kadenz sehr stark auf ein oder zwei Schuss pro Minute, was aber von der stark zerstörenden Wirkung bei einem Treffer im Ziel kompensiert wurde. Selbst wenn die Panzerung nicht durchschlagen wurde, fielen die schweren Panzerfahrzeuge oft infolge des starken mechanischen Schlages aus. Der Treffer beeinträchtigte die Mechanik nachhaltig, verletzte die Mannschaft, führte zum Splittern der Panzerplatten im Inneren sowie zum Ausfließen des Kraftstoffes aus beschädigten Tanks und Leitungen mit folgender Entzündung. D. F. Losa, Kommandant eines M4-Sherman-Panzers während der Eroberung Wiens, schrieb über die Panzerabwehraktionen der ISU-152, die seine Einheit im Kampf unterstützten: „Einer der Panther … hatte seinen Turm vom Treffer des großkalibrigen Betongeschosses verloren. Der zweite schwere Panzer verwandelte sich in ein riesiges Feuer.“
Auch das mit dem Geschütz verwendete Sprenggeschoss OF-540 konnte gegen feindliche Panzer mit guten Ergebnissen eingesetzt werden. Die Folgen eines Treffers variierten zwischen reparierbaren Schäden an Chassis und Bewaffnung bis zur kompletten Zerstörung des Panzerfahrzeugs.
Die ISU-152 waren keine reinen Jagdpanzer, diese hatten wie die deutschen Jagdpanther oder sowjetischen SU-100 eine größere Kadenz von fünf bis acht Schuss pro Minute, wenn auch nur für kurze Zeit. Andererseits konnte sorgfältige Tarnung, ein schneller Wechsel der Feuerstellung und der Einsatz in Gruppen die Mängel als Jagdpanzer mindern. So wehrte zum Beispiel eine Batterie des 378. OTSAP am 7. April 1945 in Ostpreußen unter Verwendung einer gefächerten Schlachtordnung, um einen möglichst weiten Bereich abzudecken, einen Gegenangriff von 30 feindlichen Panzern ab. Die Batterie hatte keine Verluste, nur die Fahrgestelle zweier ISU-152 wurden leicht beschädigt. Sie meldete mehr als sechs zerstörte und beschädigte feindliche Panzer. Daneben gab es seit dem späten Jahr 1944 bis zum Kriegsende viele reine Jagdpanzer in der Roten Armee wie SU-85, SU-100 und ISU-122, weswegen Gefechte von ISU-152 gegen feindlichen Panzerkräfte nicht so häufig waren wie für den Vorgänger SU-152, der im zweiten Halbjahr 1943 und in den ersten Monaten des Jahres 1944 das einzige effektive Panzerabwehrmittel gegen die neuen schweren deutschen Panzerfahrzeuge war. Die ISU-152 wurden infolge ihrer stärkeren Feuerkraft häufiger als andere sowjetische Kampffahrzeuge als Sturmgeschütze verwendet.

#### ISU-152 als Panzerhaubitze
Wenn auch nicht oft, so wurden die ISU-152 auch als Panzerhaubitzen für Indirektfeuer verwendet, zum Beispiel schoss das 368. OTSAP am 12. Januar 1945 während der Sandomir-Schlesien-Operation für 107 Minuten Gegenfeuer gegen einen gegnerischen Stützpunkt und vier Batterien. Nach 980 Schuss war das Feuer von zwei Batterien unterdrückt, daneben wurden acht vernichtete Geschütze und Infanterie in Bataillonsstärke gemeldet. Die Rote Armee hatte keine speziellen Fahrzeuge für diesen Einsatz wie die deutschen Fahrzeuge Hummel und Wespe, die amerikanischen M7 Howitzer Motor Carriage oder britischen Sexton. Die Panzer- und mechanisierten Einheiten der Roten Armee waren hauptsächlich mit gezogener Artillerie ausgerüstet, aber die Geschütze, Bedienmannschaften, Schlepper und Pferde waren auf dem Marsch sehr verwundbar und oft konnten sie die Panzer und die motorisierte Infanterie während eines schnellen Durchbruchs der feindlichen Verteidigung nicht unterstützen. Als Panzerhaubitzen wurden die ISU-152 auch für die Artillerievorbereitung genutzt. Die maximale Schussweite betrug etwa 13 Kilometer, trotz des mit 20° begrenzten Höhenrichtbereichs. Die Möglichkeiten für Indirektfeuer wurden jedoch stark von der Langwierigkeit des Nachladevorgangs eingeschränkt. Außerdem konnte das ML-20S in den ISU-152 anders als das gezogene ML-20-Geschütz mit einem 65°-Höhenrichtbereich die Projektile nicht in steiler Flugbahn verschießen. Dies limitierte die Verwendungsmöglichkeiten des ISU-152 als Panzerhaubitze wesentlich.
Gleichwohl verschob sich nach dem Zweiten Weltkrieg die Tendenz in der Anwendung der ISU-152 vom Einsatz als Sturmgeschütz zu dem als Panzerhaubitze. Die in großer Zahl gefertigten Panzer der neuen Generation, T-54, T-55 und T-62, erreichten höhere Kampf- und Marschgeschwindigkeiten, als dass die schweren und langsamen ISU-152 sie erfolgreich bei schnellen Offensiven hätten unterstützen können. Der Panzerschutz des ISU-152 wurde ungenügend gegen die neuen Panzerabwehrwaffen, hingegen erreichten die Geschosse der 100-mm- oder 115-mm-Kampfwagenkanonen der neuen Panzer gute Leistungen gegen feindliche Feldbefestigungen. In der Situation der Stagnation der Entwicklung der Selbstfahr- und Rohrartillerie wurden die ISU-152 als Sturmgeschütze für Stadtkämpfe sowie für den Einsatz als Panzerhaubitzen erhalten, wo die Anforderungen an Panzerschutz und Geschwindigkeit nicht so kritisch waren. Wichtiger Faktor für ihre weitere Verwendung war aber die Entwicklung der 152-mm-Atomgeschosse Ende der 1950er-Jahre. In der Rolle als Nuklear- sowie als gewöhnliche Selbstfahrartillerie wurden die ISU-152 schließlich in den 1970er-Jahren durch die neuen 152-mm-Panzerhaubitzen 2S3 Akazie und 2S5 Hyazinthe ersetzt.

## Technische Beschreibung
Die ISU-152 glichen im Aufbau den anderen sowjetischen Selbstfahrartilleriefahrzeugen ihrer Zeit (ausgenommen die leichten SU-76). Die vollständig gepanzerte Panzerwanne und der Aufbau gliederten sich in zwei Hauptteile: Die Mannschaft, das Geschütz und Munition sowie zwei Kraftstofftanks befanden sich im vorderen Teil, dem Fahrer- und Kampfraum. Dieselmotor, Kühler, ein Kraftstofftank und die Kraftübertragung waren im Heckraum installiert.

### Panzerwanne und Aufbau

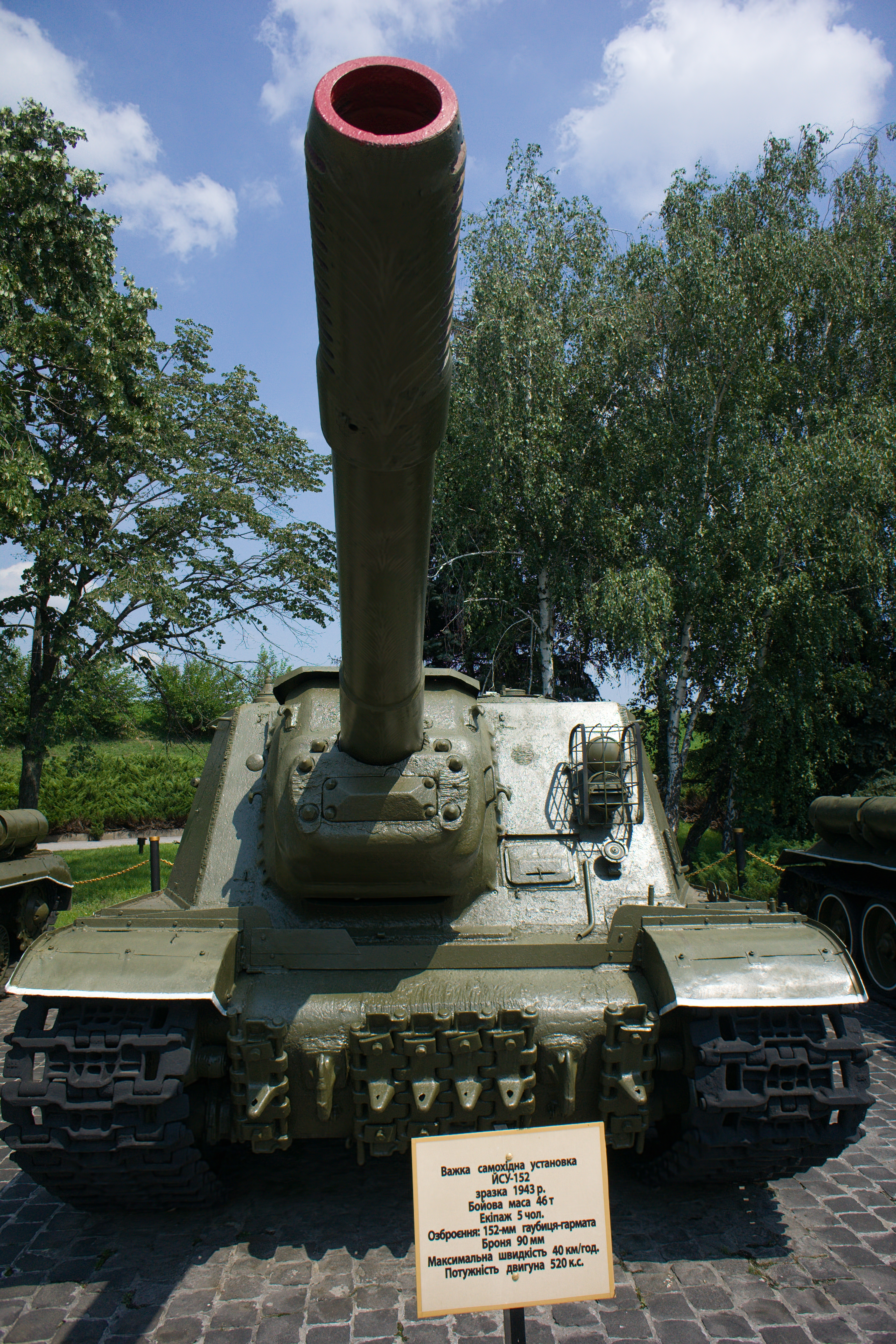
Gut erkennbar: die außermittig rechts installierte Kanone

Die Panzerwanne und der Aufbau des Sturmgeschützes wurde aus verschiedenen gewalzten Panzerplatten mit Stärken von 20, 30, 60, 75 und 90 mm zusammengeschweißt. Die Fahrzeuge der ersten Serien besaßen eine gegossene Wannenfront; als später festere gewalzte Panzerplatten in genügenden Mengen zur Verfügung standen, wurde diese durch eine geschweißte Konstruktion ersetzt. Der Panzerschutz variierte je nach Fahrzeugseite, maximal konnte die Fahrzeugfront Geschosstreffern bis 7,5 Zentimeter widerstehen. Die Front- und Seitenplatten des Aufbaus sowie die Front- und Heckpanzerung der Panzerwanne waren für den besseren Schutz gegen Treffer deutlich geneigt, die anderen Teile standen senkrecht.
Im Vergleich mit seinem Vorgänger SU-152 war die Panzerwanne des ISU-152 auf Grund der erhöhten Bodenfreiheit höher und der Aufbau infolge der verringerten Neigung der Panzerplatten geräumiger. Letzteres machte es leichter, die Panzerung zu durchdringen. Um diesen negativen Effekt zu kompensieren, wurden die Panzerplatten des Aufbaus jedoch von 60 bis 75 mm beim SU-152 auf 90 mm verstärkt. Auch ermöglichte es der vergrößerte Aufbau, die Arbeitsbedingungen der Mannschaft zu verbessern. Ein Teil der Panzerplatten (z. B. über dem Motor und dem hinteren Raum des Aufbaus) waren abnehmbar, um so die Zugänglichkeit zu Wartungszwecken zu ermöglichen.
Die Hauptbewaffnung, die 152,4-mm-Kanonenhaubitze ML-20S, war nach rechts versetzt in der Bugplatte installiert. Die Rohrbremse und die Rückholeinrichtung wurden durch eine gegossene kugelförmige Panzerblende geschützt, die auch als Gegengewicht für den schweren Geschützlauf in den Zapfen diente. Der vorstehende Teil der Abdeckung war zur Wartung abnehmbar.

Positionen der Besatzungsmitglieder:
1 Fahrer
2 Kommandant
3 Richtschütze
4 Verschlusskanonier
5 Ladeschütze

Die Plätze von Fahrer, Richt- und Ladeschütze (von vorn gezählt) lagen links vom Geschütz in der Panzerwanne und dem Aufbau. Der Kommandant und hinter ihm der Verschlusskanonier saßen rechts vom Geschütz. Das Fahrzeug besaß zwei Luken zum Ein- und Ausstieg der Mannschaft, die mit Stabfedermechanismen ausgestattet waren, um das Öffnen zu erleichtern. Die kreisförmige Luke auf der rechten Seite des Fahrzeugsdachs war für den Kommandanten bestimmt, für die anderen Besatzungsmitglieder war eine rechteckige zweiflügelige Luke an der Nahtstelle von Dach und Hinterseite des Aufbaus eingelassen. Die kreisförmige Luke auf der linken Seite des Dachs war nicht für die Mannschaft, sondern für den Aufsatz des Panoramafernrohres bestimmt, konnte im Notfall aber zum Ausstieg benutzt werden. Eine Notausstiegsluke war hinter dem Fahrerplatz in den Wannenboden eingelassen. Über die Panzerwanne waren verschiedene Luken, Lüfter- und Wartungsöffnungen (Tank- oder Ablassöffnungen für Kraftstoff, Wasser, Öl, sowie eine Luke für schnelle Munitionsreingabe bei indirektem Feuern) verteilt. Sie waren teils mit gepanzerten Abdeckungen versehen oder verstöpselt.

### Bewaffnung

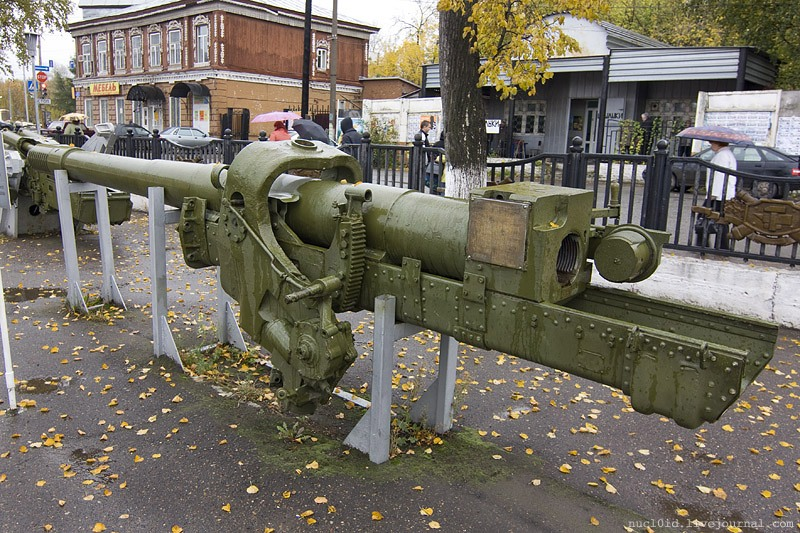
Die 152-mm-Kanonenhaubitze ML-20S für SU-152- und ISU-152-Sturmgeschütze

Die Hauptwaffe des ISU-152 war die Kanonenhaubitze ML-20S mit einem Kaliber von 152,4 mm (sechs Zoll) mit gezogenem Lauf. Sie war eine Variante des Geschützes der 152-mm-Kanonenhaubitze M1937 (auch ML-20), die für den Einsatz in der Selbstfahrlafette adaptiert wurde. Die offizielle Bezeichnung des Geschützes in der Roten Armee war 152-мм гаубица-пушка обр. 1937/43 гг. (152-mm-Kanonenhaubitze M1937/43). МЛ-20С (ML-20S) war eine gleichwertige Bezeichnung des Entwicklers und Herstellers, des Motowilichinski sawod No.172 (Motowilicha-Werk Nr. 172). Der Buchstabe S steht dabei für Samochodny (russisch самоходный, deutsch „selbstfahrend“). Die Kanonenhaubitze wurde mit horizontalen Zapfen in einen Rahmen montiert und dieser Rahmen durch senkrechte Achszapfen in der Frontplatte und der Decke des Aufbaus befestigt. Die Anlage bildete somit eine Form der kardanischen Aufhängung. Die ML-20S hatte eine Rohrlänge von 29 Kaliberlängen (L/29), die Schusslinie lag in 1800 mm Höhe.
Der Einbau der Hauptwaffe mittels der Rahmenanlage erlaubte den Innenraum des Aufbaus im Vergleich mit anderen konstruktiven Lösungen (z. B. einer Standsockelanlage wie im SU-122) zu vergrößern, ließ aber nur einen wesentlich begrenzteren Richtbereich zu. Die ML-20S im ISU-152 hatte ein Höhenrichtbereich von −3° bis +20°, und der Seitenrichtbereich lag bei insgesamt 10°. Die Kernschussweite lag bei 3,8 Kilometern, die maximale Schussweite betrug etwa 13 Kilometer. Die maximale Entfernung im direkten Schuss auf ein Ziel mit einer Höhe zwischen 2,5 und 3 Metern, bei der also die Krümmung der Projektilflugbahn keine oder eine unbedeutende Rolle bei der Visierung spielte, lag bei 800 bis 900 Metern. Die Steuerräder des Zahngetriebes zur Seiten- und Höhenrichtung waren links vom Rohr und vor dem Arbeitsplatz des Richtschützen angebracht. Beide Richtwerke waren handbetrieben. Die Lage dieser Steuerräder war der erste große Unterschied der ML-20S-Variante zum ML-20-Feldgeschütz, bei dem diese auf verschiedenen Seiten des Rohres lagen. Das Vorhandensein einer Lademulde und der weiter an der Mündung liegende Schildzapfen waren die weiteren Unterschiede zwischen ML-20S und ML-20. Bis Mai 1944 waren die Rohre der ML-20S und ML-20 austauschbar, danach wurden sie infolge einiger Veränderungen in der Konstruktion der ML-20S inkompatibel. Die Kanonenhaubitze war mit einem Schraubenverschluss und einem elektrischen Abzug ausgestattet. Für den Notfall stand ein mechanischer Abzug zur Verfügung.
Der Kampfsatz für die Kanonenhaubitze betrug 20 Stück getrennte Munition. Die Projektile wurden entlang der linken und rechten Seite des Aufbaus gelagert. Die Treibladungen in Hülsen hatten dieselbe Anordnung, ein weiterer Teil befand sich auf dem Boden des Kampfraums sowie auf der Aufbaurückseite. Im Vergleich mit dem breiten Spektrum von möglichen Projektilen und Treibladungen für das ML-20-Feldgeschütz wurde nur ein geringer Teil davon auch mit der ML-20S verschossen, obwohl die Munition bei beiden Varianten uneingeschränkt eingesetzt werden konnte. Für die ML-20S standen folgende Haupttypen von Geschossen zur Verfügung:
| Nomenklatur der Munition                                                              |                                  |                            |                              |                              |
| Typ                                                                                   | Bezeichnung (Transl. / Russisch) | Gewicht des Geschosses, kg | Gewicht der Sprengladung, kg | Mündungsgeschwindigkeit, m/s |
| Kalibrige Panzergeschosse                                                             |                                  |                            |                              |                              |
| Panzergeschoss mit spitzem Kopf und Leuchtspur (englisch AP-T)                        | BR-540 / БР-540                  | 48,8                       | 0,66                         | 600                          |
| Panzergeschoss mit abgeflachtem Kopf, Geschosshaube und Leuchtspur (englisch APCBC-T) | BR-540B / БР-540Б                | 46,5                       | 0,48                         | 600                          |
| Betongeschosse                                                                        |                                  |                            |                              |                              |
| Betongeschoss (englisch HEAC)                                                         | Г-545 / G-545                    | 56,0                       | 4,2                          | etwa 630                     |
| Splittersprenggeschosse                                                               |                                  |                            |                              |                              |
| Stahlsplittersprenggeschoss (englisch HE-Frag)                                        | ОФ-540 / OF-540                  | 43,6                       | 5,9–6,25                     | 655                          |

| Durchschlagtafel für 152-mm-Kanonenhaubitze ML-20S |                        |                       |
| Kalibrige BR-540-Panzergeschosse mit spitzem Kopf |                        |                       |
| Schussweite, m | Auftreffwinkel 30°, mm | Auftreffwinkel 0°, mm |
| 500 | 105                    | 125                   |
| 1000 | 95                     | 115                   |
| 1500 | 85                     | 105                   |
| 2000 | 75                     | 90                    |
| Kalibrige BR-540B-Panzergeschosse mit abgeflachtem Kopf |                        |                       |
| Schussweite, m | Auftreffwinkel 30°, mm | Auftreffwinkel 0°, mm |
| 500 | 105                    | 130                   |
| 1000 | 100                    | 120                   |
| 1500 | 95                     | 115                   |
| 2000 | 85                     | 105                   |
| Diese Daten wurde nach sowjetischer Methodik ermittelt (Jakob-de-Marres-Formel, Zementpanzerung hoher Härte (1,1 bis 1,3 Stärke der RHA) als Beschussziel). Es muss darauf hingewiesen werden, dass die Durchschlagfähigkeit merklich von der Produktionscharge der Geschosse und der Technologie der Herstellung abhing. So ist der direkte Vergleich mit ähnlichen Daten anderer Geschütze nicht möglich. |                        |                       |

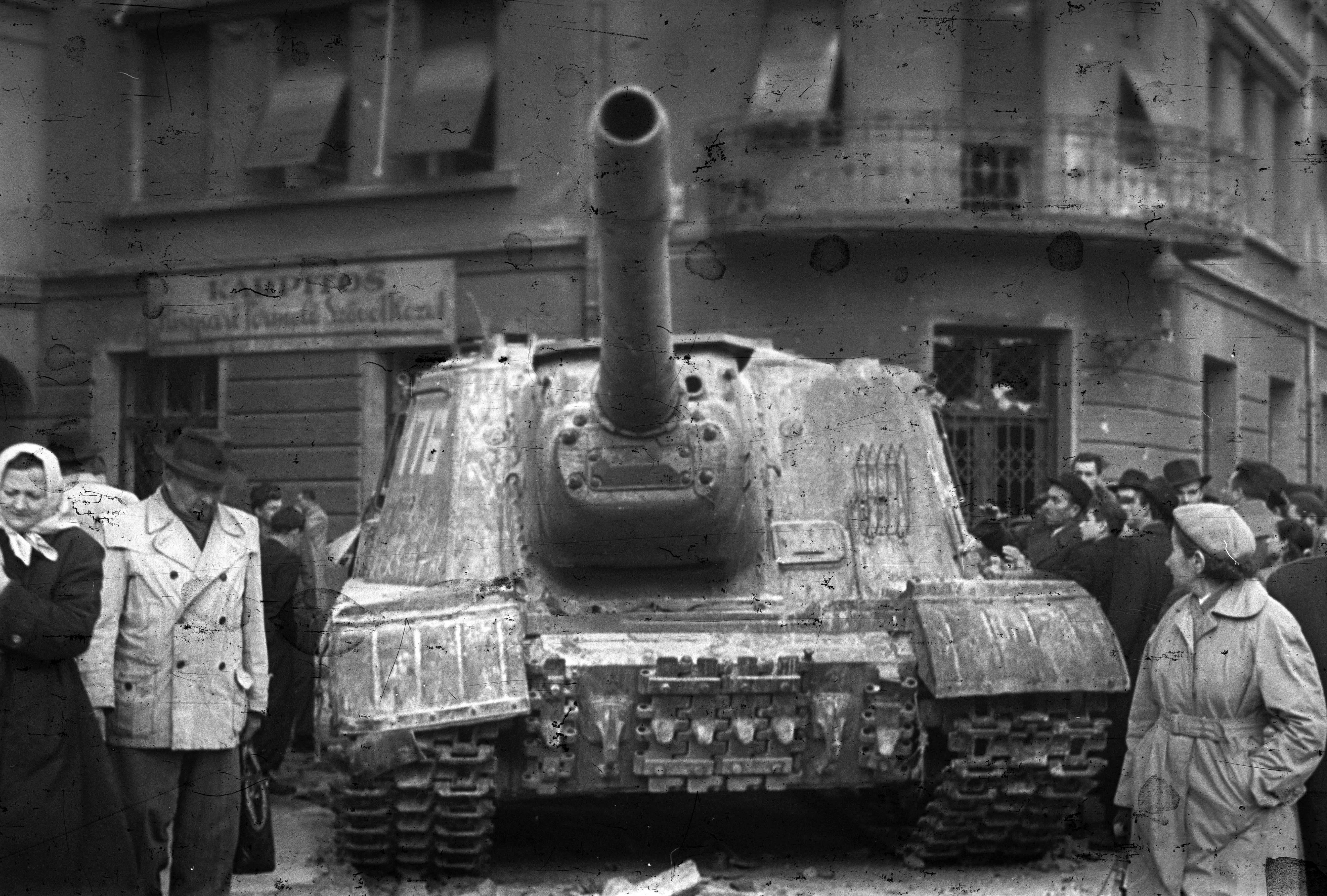
ISU-152 mit nach links ausgerichteter ML-20S Haubitze. Der Seitenrichtbereich lag für das Ausrichten nach links und rechts zusammen bei 10°.

Die BR-540B-Panzergeschosse mit abgeflachtem Kopf wurden im Jahr 1944 entwickelt und seit Anfang 1945 verwendet, denn das BR-540-Panzergeschoss mit spitzem Kopf hatte die Tendenz, bei Treffern an der geneigten Frontpanzerplatte des Panthers oder Tigers Ausf.B abzuprallen. Die G-545-Betongeschosse waren selten Bestandteil des Kampfsatzes, sie wurden nur gegen Bunker oder stark befestigte Gebäude in Stadtkämpfen benutzt. Nur zwei von 13 möglichen Treibladungen für das ML-20-Feldgeschütz wurden mit der ISU-152 verwendet und zwar die „spezielle“ Sh-545B-Ladung (russisch Ж-545Б, ein einteiliger Treibsatz) für Panzergeschosse und die volle ShN-545-Ladung (russisch ЖН-545, Hülse maximal mit Treibsätzen bestückt) für Splitterspreng- sowie Betongeschosse.
Nach dem Zweiten Weltkrieg änderte sich das Einsatzprofil der ISU-152 von der Verwendung als Sturmgeschütz hin zum hauptsächlichen Einsatz als Panzerhaubitze, so dass auch alle andere Typen von 152-mm-Munition (Rauch-, Propaganda-, Leucht-, Gas-, Atomgeschosse) mit der ML-20S verwendet wurden.
Von Beginn der Serienproduktion an wurden einige und seit Januar 1945 alle ISU-152 mit dem überschweren DSchK-Maschinengewehr mit einem Kaliber von 12,7 mm ausgerüstet. Dieses Maschinengewehr hatte eine Rohrlänge von 78,7 Kaliberlängen (L/79) und wurde mit der Flakanlage an der kreisförmigen Kommandantenluke auf der Decke des Aufbaus montiert. Der Kampfsatz für das DSchK betrug fünf Patronenkästen mit je einem Gurt mit 50 Patronen, insgesamt 250 Schuss. Der Hauptzweck dieser Waffe war die Flugabwehr, aber sie wurde oft zur Selbstverteidigung gegen feindliche Infanteristen verwendet.
Die Mannschaft war mit zwei PPSch-41- oder PPS-43-Maschinenpistolen mit 1491 Schuss (21 Scheibenmagazine) und zwanzig F-1-Handgranaten ausgestattet. Manchmal ergänzte eine Signalpistole mit Munition das Inventar.

### Motor
Die ISU-152 trieb ein Zwölfzylinder-V-Motor (Viertakt-Dieselmotor) vom Typ W-2IS an. Das wassergekühlte Triebwerk leistete etwa 382 kW (520 PS) bei 2000 min−1. Der Motor hatte einen Gabelwinkel von 60°, ein Verdichtungsverhältnis von etwa 14–15:1, und sein Gesamtgewicht lag bei rund 1000 kg. Das Triebwerk war mit einer Einspritzpumpe vom Typ NK-1 und einem Drehzahlregler vom Typ RNK-1 ausgestattet. Der Motor konnte entweder durch einen Schwungmassenanlasser oder mit Druckluft gestartet werden. Der Hilfselektromotor für den Schwungmassenanlasser leistete 0,88 kW, die Druckluft wurde aus zwei vorher gefüllten Reservoirs eingespeist. Das Kühlsystem mit Ölpumpe besaß zwei hufeisenförmig angeordnete Kühlelemente über dem Motorblock. Der W-2IS war mit einem Ölfilter WT-5 vom Typ „Multizyklon“ ausgestattet.
Zur weiteren Ausstattung gehörte ein Vorwärmer für den Einsatz bei kalten Wetterbedingungen. Zwischen den Wannenseiten und dem Motor befanden sich zwei kleine Behälter. Nach dem Prinzip einer Thermosiphonanlage wurde das durch zwei Dochtbrenner erhitzte Öl zum Motor transportiert. Diese Dochtbrenner wurden mit Dieselkraftstoff betrieben und auch für die Heizung des Kampfraums benutzt. Das Thermosiphon ist eine passive Konstruktion, die ohne eine konventionelle Pumpe auskommt und die unterschiedliche spezifische Dichte der Betriebsflüssigkeit bei unterschiedlicher Temperatur ausnutzt, um den Ölkreislauf anzutreiben. Die Anlage nutzte die Leitungen und den Radiator des Kühlsystems, um den ganzen Motor zu erwärmen; Radiator und die beiden Behälter waren integrale Bestandteile des Motors. Der andere Teil des Vorwärmers war ein Gerät für die Aufheizung der Frischluft des Motors. Dieses Gerät wurde im Luftfilter montiert und bestand aus einem Brennstoffzerstäuber mit Zündkerzen. Während der Filterung heizte die Flamme aus brennendem Dieselkraftstoff die Frischluft.
Die drei internen Kraftstofftanks fassten zusammen 500 Liter. Zwei lagen im Kampfraum hinter der Frontpanzerplatte des Aufbaus links und rechts vom Geschütz. Zwischen der rechten Wannenseiten und dem Motor befand sich der dritte Tank. Das Fahrzeug hatte auch vier Zusatztanks mit 360 Litern Gesamtkapazität. Diese hatten keine Verbindung mit der Kraftstoffleitung des Motors und lagen an der Außenseite der Wanne. Der Fahrbereich lag bei 220 Kilometern auf der Straße ohne Zusatztanks. Als Brennstoff wurde der Dieselkraftstoff DT oder Gasöl E verwendet.

### Kraftübertragung
Das ISU-152 war mit einer vollständig mechanischen Kraftübertragung ausgestattet. Die einzelnen Baugruppen waren:
- die Haupt-Mehrscheiben-Trockenkupplung mit Reibbelägen aus Ferodo-Verbundwerkstoff (Werkstoff benannt nach dem britischen Hersteller Ferodo);
- das Vierganggetriebe mit Geländegang (acht Vorwärtsgänge, zwei Rückwärtsgänge);
- zwei zweistufige Planetengetriebe in der Lenkvorrichtung mit Mehrscheiben-Kupplungen mit Trockenreibung Stahl auf Stahl und Bremsband;
- zwei zweifache Seitenvorgelege;
- zwei mechanische Steuerhebel und Pedale.[T 1]

Im Vergleich mit dem Vor-Modell SU-152 besaß die Kraftübertragung des ISU-152 einen neuen Bestandteil – das Planetengetriebe in der Lenkvorrichtung. Dieser Mechanismus erhöhte die Zuverlässigkeit der Kraftübertragung (das war eine Schwachstelle des KW-Fahrgestelles) und vereinfachte die Steuerung etwas. In der Folge stieg ebenfalls die Durchschnittsfahrgeschwindigkeit leicht an.

### Laufwerk
| Durchmesser der Rollen des ISU-152 |        |
| Treibrad                           | 820 mm |
| Laufrolle/Führungsrad              | 550 mm |
| Stützrolle                         | 385 mm |

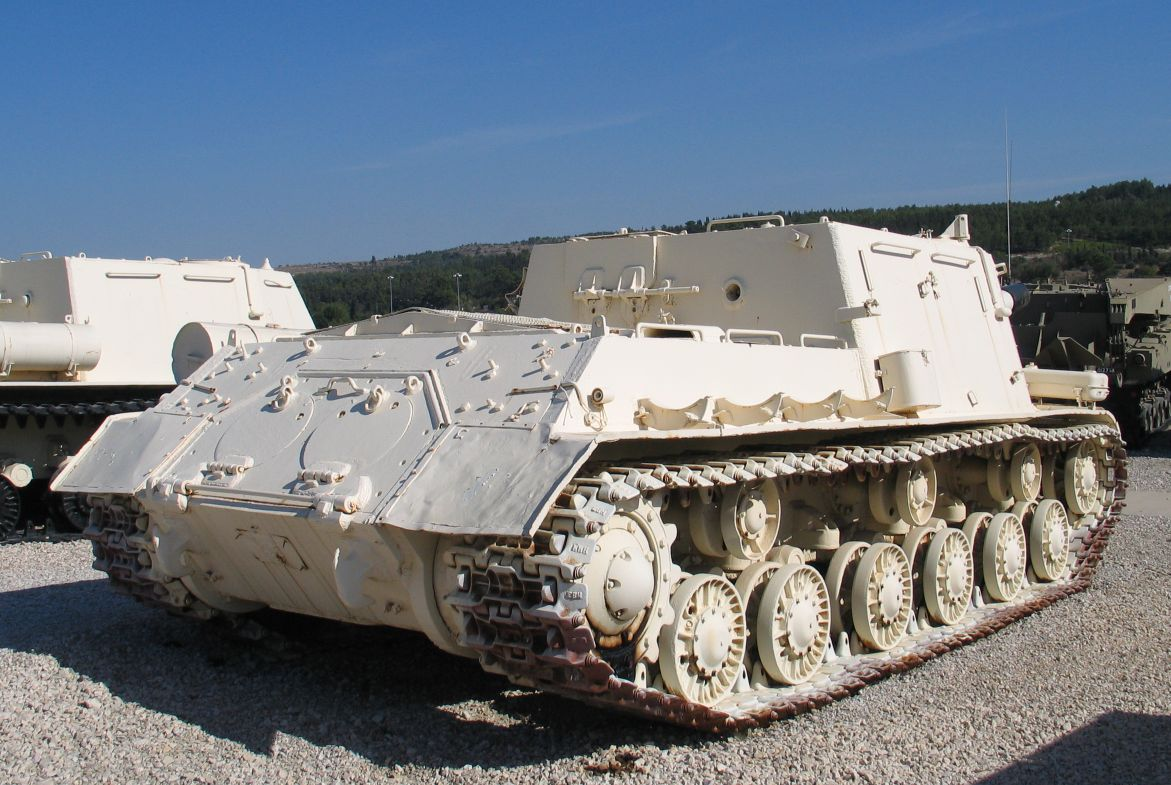
Das Kettenlaufwerk des ISU-152

Das Kettenlaufwerk des ISU-152 war traditionell für schwere Panzer im sowjetischen Panzerbau zur Zeit des Zweiten Weltkrieges. Das Rollenlaufwerk bestand aus sechs Laufrollen mit drei Stützrollen und hinten liegendem Treibrad. Das vorne liegende Führungsrad war mit den Laufrollen identisch. Es war auch Teil des Kettenspannmechanismus. Die zweiteiligen Laufrollen waren einzeln ohne zusätzliche Stoßdämpfer drehstabgefedert. Alle Räder und Rollen waren gegossen. Die Stützrollen wurden von dem SU-152 ohne Änderungen übernommen. Der Ausschlag aller Schwingarme wurde durch nah an der Panzerwanne angeschweißte Anschläge begrenzt. Die Gleiskette war eine Scharnierkette und bestand aus 86 kurzen gestanzten Kettengliedern mit einer Zahnreihe und 160 mm Länge und 650 mm Breite.

### Brandschutzausrüstung
Die ISU-152 waren mit einem Kohlenstofftetrachlorid-Feuerlöscher ausgestattet. Er war in der Lage, einen Brand erfolgreich zu bekämpfen; so gibt es Erwähnungen in sowjetischen Frontberichten, dass brennende IS-Panzer und Fahrzeuge auf dem gleichen Fahrgestell leicht gelöscht werden konnten. Die Mannschaften wurden angewiesen, den Brand unter Gasmasken zu löschen, da das Kohlenstofftetrachlorid auf der glühenden Metalloberfläche mit atmosphärischem Sauerstoff zum Lungenkampfstoff Phosgen (Kohlenoxiddichlorid) reagierte. Gefahrlosere Kohlensäure-Feuerlöscher wurden zu dieser Zeit noch nicht im sowjetischen Panzerbau verwendet.

### Elektrische Ausrüstung
Die Stromquelle war ein GT-4563A-Generator mit dem Reglerschalter RRA-24F (1 kW Leistung) und zwei nacheinander geschaltete 6-STE-128-Akkumulatoren mit einer Gesamtkapazität von insgesamt 128 Amperestunden. Die zwei Arbeitsspannungen lagen bei 12 und 24 Volt. Die Stromabnehmer waren:
- die Außen- und Innenbeleuchtung, das Ausleuchtungsgerät für die Visierskala;
- der elektrische Abzug der ML-20S-Kanonenhaubitze;
- die Hupe und der Meldestromkreis von der auf dem Panzer aufgesessenen Infanterie zur Mannschaft (Knopf und Tonsignal);
- ein Spannung- und Strommessgerät;
- die Nachrichtenmittel: Funk- und Gegensprechanlage;
- die Motorelektrik: Hilfsmotor des Schwungmassenanlassers, Glühkerzen zur Vorwärmung etc.[T 1]

Die Wanne diente als Rückleiter (Massepotenzial).

### Visiereinrichtungen und Sehgeräte
Die Hauptwaffen des ISU-152 waren mit zwei Typen von Visiereinrichtungen ausgestattet. Für Direktfeuer besaß die ML-20S-Kanonenhaubitze das Visierfernrohr ST-10, das bis 900 Meter Schussweite nutzbar war. Für größere Distanzen (sowohl bei Direkt- als auch bei Indirektfeuer) sollte der Richtschütze das zweite Panoramenfernrohr verwenden, das mit dem des ML-20-Feldgeschützes vereinheitlicht war. Die maximale Schussweite bei Benutzung des Panoramenfernrohrs lag bei 13 Kilometern. Zur Beobachtung durch die kreisförmige Luke auf der linken Seite des Dachs wurde das Panoramenfernrohr mit einem speziellen Aufsatz ergänzt. Alle Visiereinrichtungen besaßen Ausleuchtungsgeräte für ihre Skalen. Das überschwere DSchK-Maschinengewehr war mit einem K-8T-Kollimatorfernrohr für hochliegende Ziele und die Flugabwehr ausgestattet.
Alle Luken im Dach des Aufbaus – sowohl die für den Ein- und Ausstieg der Mannschaft als auch für das Panoramenfernrohr – waren für die Beobachtung mit einem Winkelspiegel Mk-IV ausgestattet, insgesamt war das Fahrzeug mit drei dieser Einrichtungen ausgerüstet. Dem Fahrer standen zwei Winkelspiegel zur Verfügung, einer in der Beobachtungsluke in der Frontplatte und ein weiterer in der linksseitigen schrägen Panzerplatte des Aufbaus.

### Nachrichtenmittel
Die ISU-152 waren mit einer 10R- oder 10RK-Funkanlage im Aufbau und einer TPU-4-BisF-Panzergegensprechanlage für vier Teilnehmer ausgestattet.
Die 10R-Anlage bestand aus dem AM-Sender, dem Empfangsgerät und dem Umformer zum Anschluss an das 24-V-Bordstromnetz. Vom technischen Standpunkt her war die 10RT eine Halbduplex-Röhren-Kurzwellenfunkanlage mit Heterodynempfänger. Die Sendeleistung lag bei 20 Watt. Der Sender und der Empfänger arbeiteten im Frequenzbereich von 3,75 bis zu 6 MHz. Im Stillstand lag die Reichweite im Sprachmodus ohne Funkstörungen bei 20 bis 25 Kilometern, während der Fahrt verringerte sich die Reichweite. Die größten Reichweiten waren durch den reinen Einsatz von Kodesystemen (z. B. Morsealphabet) ohne Sprachübertragung zu erreichen. Die Frequenzkonstanthaltung wurde durch einen abnehmbaren Schwingquarz erfüllt, es gab keine Frequenzabstimmung im Funksender, aber im Empfänger. Die 10R-Anlage erlaubte es, über zwei Festfrequenzen eine Verbindung aufnehmen. Für die Frequenzwahl stand ein Satz aus 15 Schwingquarzpaaren (ergibt 30 Arbeitsfrequenzen) zur Verfügung.
Die 10RK-Funkanlage war eine fertigungstechnische Verbesserung der 10R. Im Vergleich mit dem vorangehenden Modell wurde diese in der Serienproduktion vereinfacht und verbilligt. Mit der 10RK wurde die Frequenzabstimmung auch im Funksender eingeführt und die Zahl der Schwingquarze wurde bis auf 16 verringert. Die Reichweite blieb dieselbe wie bei der 10R.
Die TPU-4-BisF-Sprechanlage ermöglichte die Kommunikation im lauten Panzerinneren und durch den Anschluss an die Funkanlage auch mit der Außenwelt.

## Technische Daten
| Selbstfahrartillerie-Fahrzeug ISU-152   | |
| Allgemeine Eigenschaften                | |
| Klassifikation                          | Schweres Sturmgeschütz                                                                                                  |
| Chefkonstrukteur                        | Josef Jakowlewitsch Kotin                                                                                               |
| Prototyp-Bezeichnung                    | Objekt 241 |
| Hersteller                              | Tscheljabinski Kirowski Sawod (Kirow-Werk in Tscheljabinsk) Leningradski Kirowski Sawod (Kirow-Werk in Leningrad)       |
| Gewicht                                 | 45,5–46,0 Tonnen |
| Länge über alles                        | 9050–9180 mm |
| Länge über Panzerwanne                  | 6770 mm |
| Länge über Druckfläche                  | 4310 mm |
| Breite über alles                       | 3070 mm |
| Höhe                                    | 2480 mm (ohne DSchK-MG)                                                                                                 |
| Bodenfreiheit                           | 460–470 mm |
| Besatzung                               | 5 Mann (Kommandant, Richtschütze, Fahrer, Ladeschütze, Verschlusskanonier)                                              |
| Baujahre                                | 1943–1946 oder 1947 |
| Stückzahl                               | 2790 (1885 bis Mai 1945)                                                                                                |
| Bewaffnung                              | |
| Hauptbewaffnung                         | 1 × 152,4-mm-Kanonenhaubitze ML-20S                                                                                     |
| Sekundärbewaffnung                      | 1 × 12,7-mm-MG Degtjarjow-Schpagin DSchK, 2 × 7,62-mm-MP Schpagin PPSch oder Sudajew PPS                                |
| Munition                                | 20 Geschosse (30 für ISU-152K und ISU-152M), 250 Schuss DSchK-MG-Munition, 1491 Schuss MP-Munition, 20 Handgranaten F-1 |
| Panzerung, Wanne                        | |
| Bug oben                                | 60 mm / Neigung 12° |
| Bug unten                               | 90 mm / 60° |
| Seite                                   | 90 mm / 90° |
| Heck oben                               | 60 mm / 41° |
| Heck unten                              | 60 mm / 49° |
| Decke                                   | 30 mm / 0° |
| Boden                                   | 20 mm / 0° |
| Panzerung, Aufbau                       | |
| Geschützblende                          | 60 oder 100 mm / gewölbt                                                                                                |
| Front                                   | 90 mm / 60° |
| Seite                                   | 75 mm / 75° (vorne), 60 mm / 75° (hinten)                                                                               |
| Heck                                    | 60 mm / 90° |
| Decke                                   | 30 mm / 0° |
| Beweglichkeit                           | |
| Motor                                   | 12-Zylinder-Dieselmotor W-2IS mit 520 PS                                                                                |
| Leistungsgewicht                        | 11,3–11,4 PS/Tonne |
| Höchstgeschwindigkeit: (Straße/Gelände) | 35 km/h / 15–19 km/h |
| Kraftstoffvorrat                        | 500 Liter |
| Kraftstoffverbrauch auf 100 km (Straße) | 227 Liter |
| Fahrbereich (Straße)                    | 220 km |
| Antriebslage                            | hinten |
| Federung                                | Torsionsstab |
| Kettenbreite                            | 650 mm |
| Bodendruck                              | 0,81–0,82 kg/cm² |
| Watfähigkeit                            | 1,3–1,5 m |
| Grabenüberschreitfähigkeit:             | 2,5 m |
| Kletterfähigkeit:                       | 1,0 m |
| Steigfähigkeit:                         | 36° |
| Querneigung:                            | 30° |

## Versionen

### Serienfahrzeuge

#### Während des Zweiten Weltkrieges

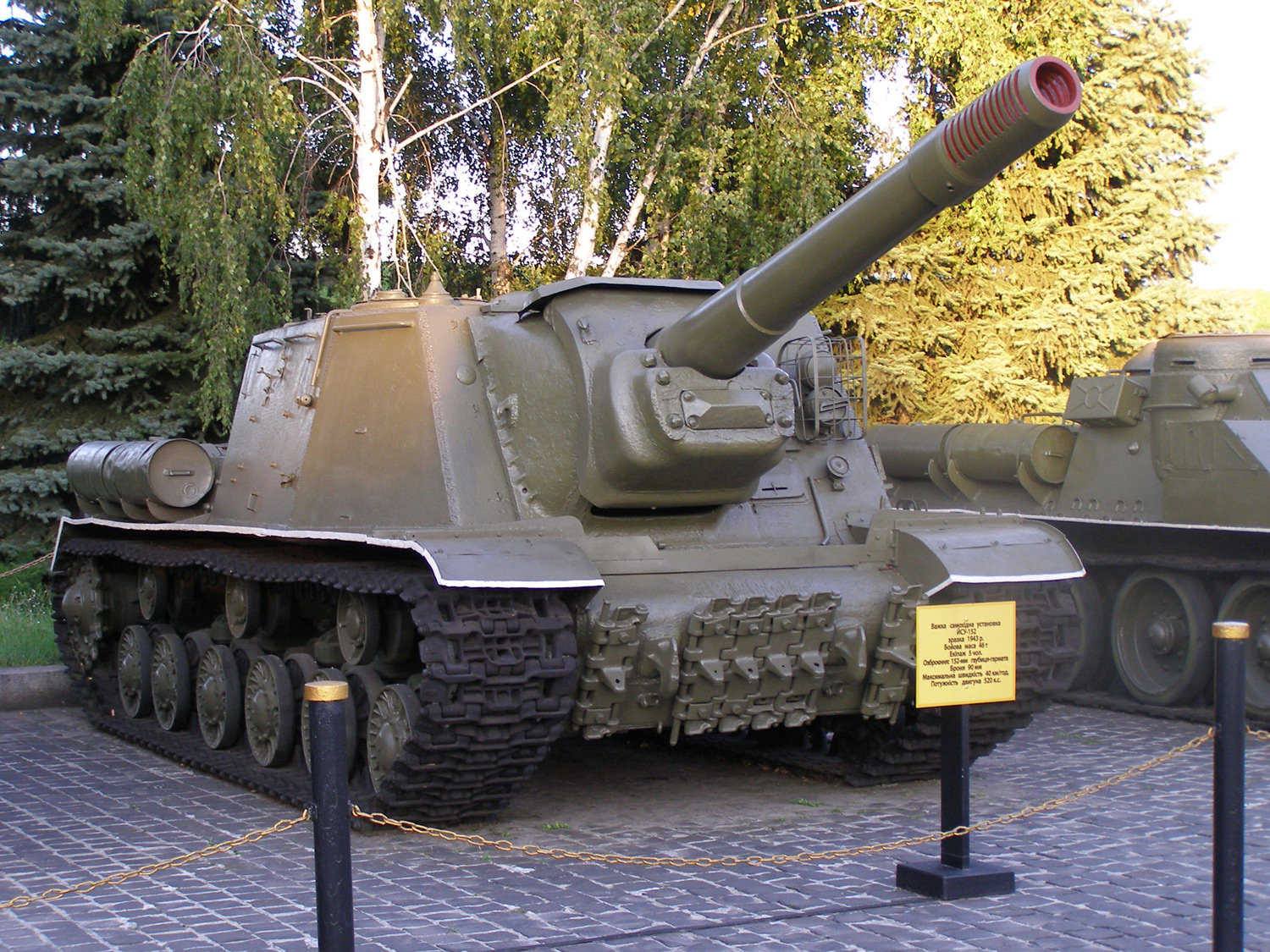
Eine frühe Version des ISU-152 mit gegossener Wannenfront

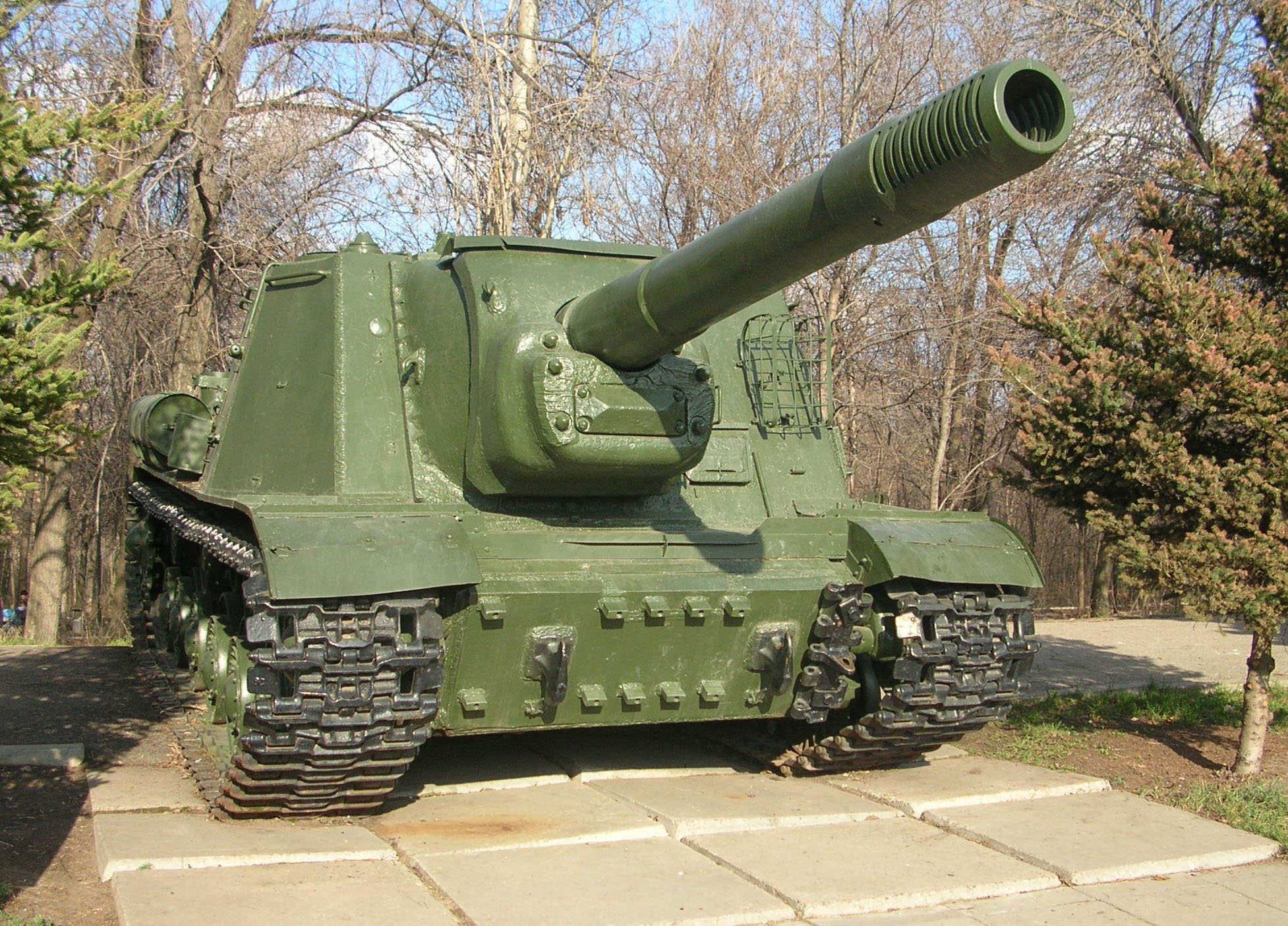
Eine spätere Ausführung des ISU-152 mit geschweißter Wannenfront

Es gab keine offiziellen Bezeichnungen für die einzelnen ISU-152-Ausführungen während des Zweiten Weltkrieges, aber es existierten zwei Versionen, die sich in einer Reihe von Details unterschieden:
- ISU-152 auf hauptsächlich 1943 und der ersten Hälfte des Jahres 1944 gefertigten Fahrgestellen des IS-Panzer besaßen eine gegossene Wannenfront;
- ISU-152 auf in der zweiten Hälfte des Jahres 1944 gefertigten Fahrgestelle des IS-Panzer besaßen eine aus zwei gewalzten Panzerplatten geschweißte Wannenfront. Diese Version des Fahrzeuges hatte ebenso ein vergrößertes Kraftstofftank-Volumen und eine bis 100 mm verstärkte Geschütz-Panzerblende.[B 6]

Von Beginn der Serienproduktion an wurden einige und seit Januar 1945 alle ISU-152 mit dem überschweren 12,7-mm-DSchK-Maschinengewehr zur Flugabwehr ausgerüstet, einige früher gefertigte Fahrzeuge erhielten diese im Verlauf von Reparaturarbeiten installiert.

#### Nach dem Zweiten Weltkrieg

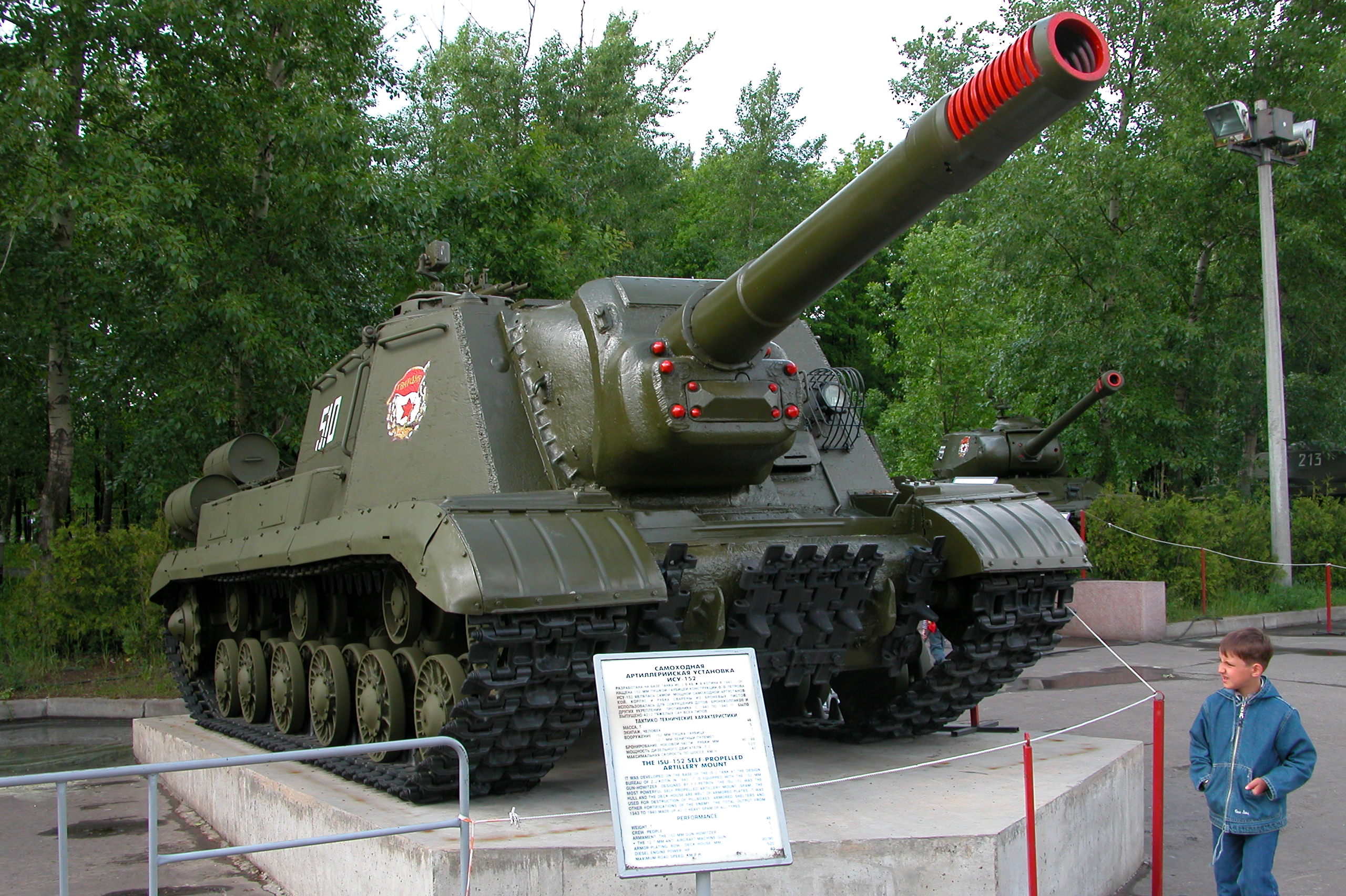
Ein modernisiertes ISU-152K

Die guten Kampf- und Diensteigenschaften des ISU-152 sowie eine gewisse Stagnation in der Entwicklung der Selbstfahr- und Rohrartillerie (Auswirkung der Begeisterung der Militär- und Staatsführung für Raketenwaffen) führten zur Entscheidung, die im Dienst verbleibenden ISU-152 zu modernisieren. Auch waren ihre ML-20S-Kanonenhaubitzen für Atomgeschosse im Kaliber 152 mm geeignet, die Ende der 1950er- und Anfang der 1960er-Jahre in der UdSSR entwickelt wurden. Seit 1958 wurde die Modernisierung in zwei Programmen herbeigeführt:
- ISU-152М (Prototyp mit der Bezeichnung Objekt 241М);
- ISU-152K (Prototyp mit der Bezeichnung Objekt 241K).

Beide Modernisierungsprogramme des ISU-152 umfassten
- die Installation einer Kommandantenkuppel;
- die Installation einer Nachtsichteinrichtung nebst Infrarot-Zielscheinwerfer für diese;
- den Ersatz des W-2IS-Motors durch einen moderneren W-54;
- die Vergrößerung des mitgeführten Munitionsvorrats von 20 auf 30 Geschosse;
- den Ersatz der Visiereinrichtungen sowie der Funk- und Panzergegensprechanlage durch modernere Muster.

Ebenso wurden Kettenabdeckungen wie die des IS-2M-Panzers, weitere Zusatztanks und ein Holzbalken (als Unterlage der Ketten, wenn sich das Fahrzeug festgefahren hatte) angebaut. Daher unterschied sich die Erscheinung der modernisierten ISU-152K und ISU-152M wesentlich von der ursprünglichen Version.

### Versuchsfahrzeuge
- ISU-152-1 (auch ISU-152BM oder Objekt 246) – ein schwerer Versuchsjagdpanzer, entwickelt im April des Jahres 1944 im Konstruktionsbüro des Opytny Sawod Nr. 100 unter Kotins Leitung. Dieser war ein seriengefertigter ISU-152 mit neuer Hauptwaffe: Die ML-20S-Kanonenhaubitze wurde durch die mächtige BL-8-Kanone mit einem Kaliber von 152,4 mm ersetzt. Die BL-8 hatte auch die Bezeichnung OBM-43 (russisch ОБМ-43, Abkürzung für Орудие большой мощности, „Geschütz großer Leistung“) und wurde im OKB-172 unter I. I. Iwanows Leitung entwickelt. Der Hauptzweck dieser Kanone war der Kampf gegen sehr stark gepanzerte Fahrzeuge wie die deutschen Ferdinand oder Jagdtiger. Sie hatte eine Rohrlänge von etwa 46 Kaliberlängen (L/46) und eine Mündungsgeschwindigkeit von 850 m/s. Die vorgenommenen Tests zeigten jedoch viele Mängel des Entwurfs der Kanone und der Projektile, daher musste das Geschütz überarbeitet werden, das Fahrzeug selbst wurde später zum ISU-152-2 umgebaut.[T 2]
- ISU-152-2 (auch ISU-152BM oder Objekt 247) – ein schwerer Versuchsjagdpanzer, entwickelt im Sommer des Jahres 1944 im Konstruktionsbüro des Opytny Sawod Nr.100 unter Kotins Leitung. Dieser war der ehemalige ISU-152-1-Versuchsjagdpanzer mit der verbesserten Variante BL-10 des 152-mm-Hochleistungsgeschützes. Die Zweckbestimmung und ballistischen Eigenschaften des BL-10-Geschützes blieben unverändert zum BL-8-Vorgänger. Die Tests des ISU-152-2 führten zum selben Ergebnis wie mit dem ISU-152-1. Das Geschütz hätte überarbeitet werden können, aber nach dem Ende des Zweiten Weltkrieges wurde die gesamte Weiterentwicklung des ISU-152-2 gestoppt.[T 3] Die BL-10-Kanone wurde an den Hersteller zurückgegeben.[G 11]

Das ISU-152 M1945 (russisch ИСУ-152 обр. 1945 г.) oder Objekt 704 war keine Ausführung der in Serie produzierten ISU-152, sondern eine Neuentwicklung auf dem Fahrgestell des schweren IS-3-Panzers.

### Fahrzeuge auf ISU-152-Fahrgestell

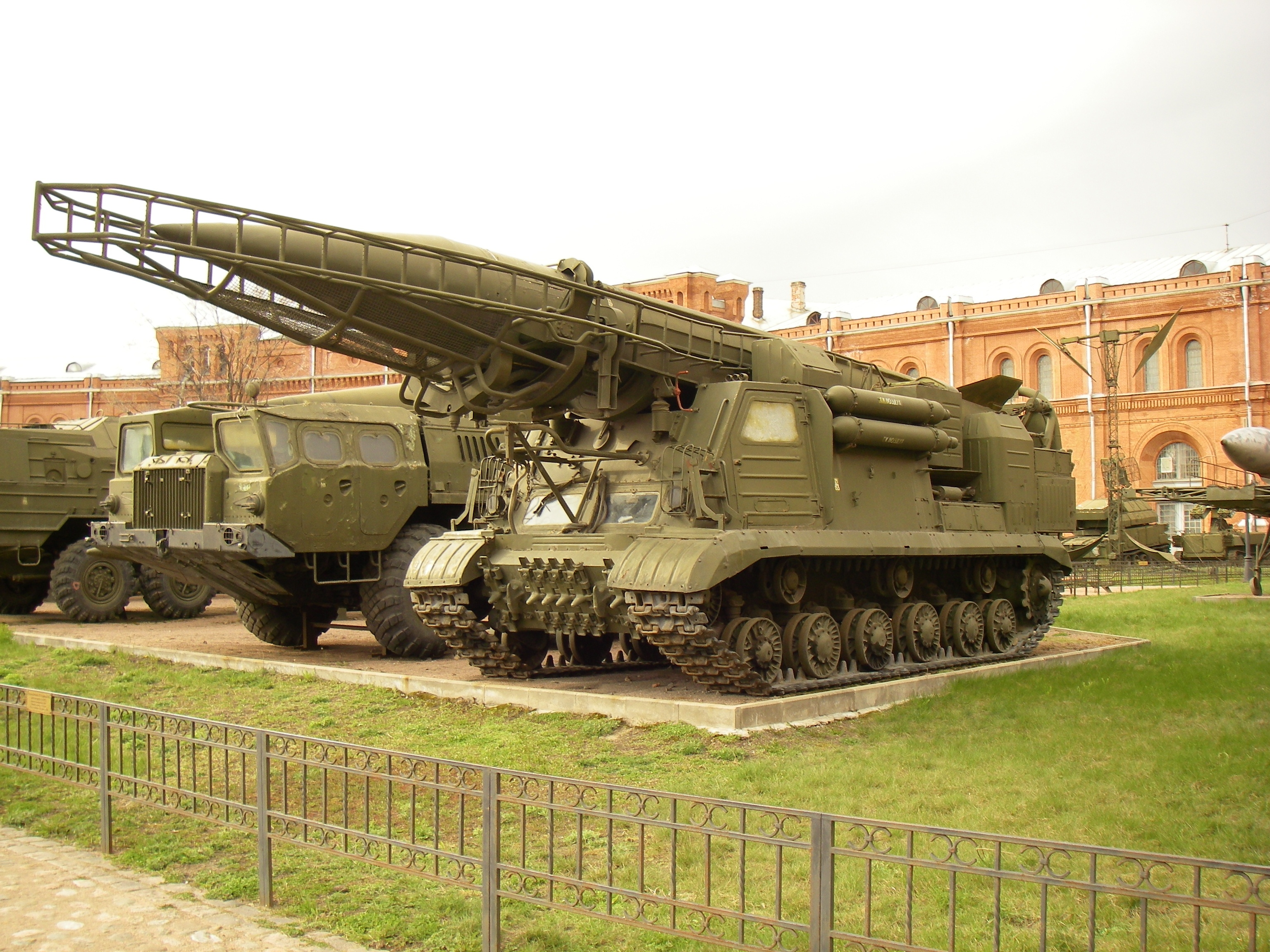
2P19-Werfer auf ISU-152K-Fahrgestell des 9K72-Raketenwaffenkomplexes R-11 „Elbrus“ im Artilleriemuseum in Sankt-Petersburg

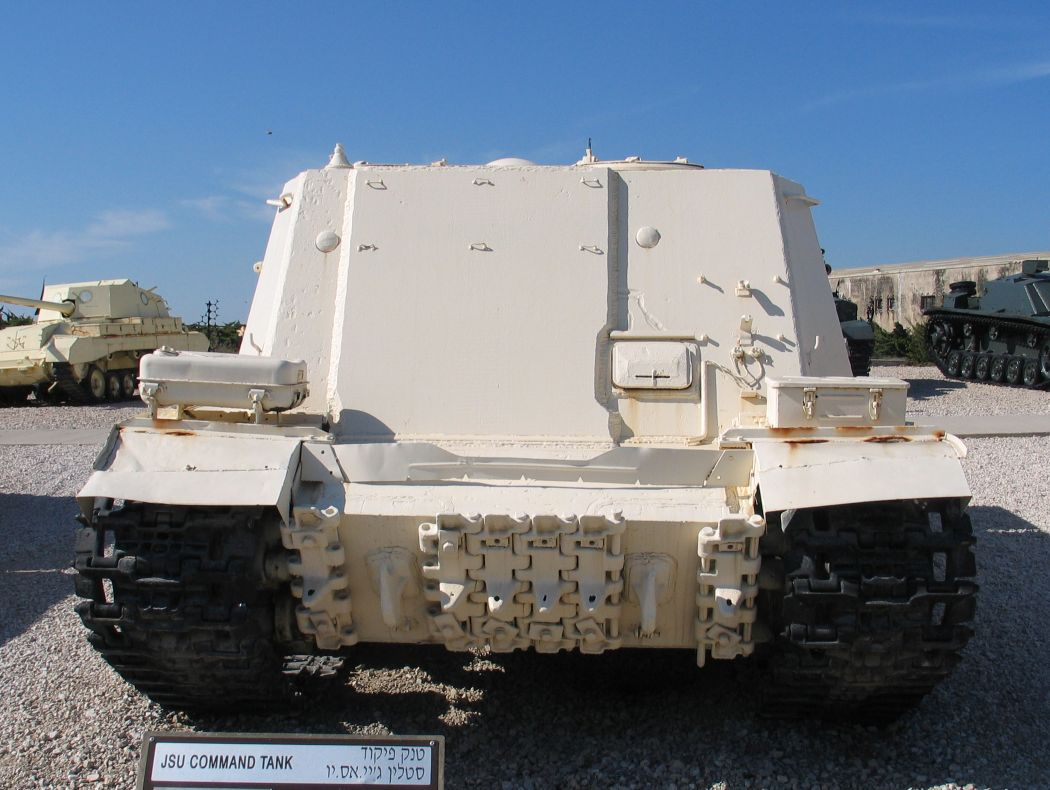
Panzerbefehlswagen auf ISU-Fahrgestell

Nach dem Ende des Zweiten Weltkrieges wurden einige Fahrgestelle der ISU-152 (sowie ISU-122) zur Entwicklung von selbstfahrenden überschweren Kanonen oder Raketenwerfern verwendet. Abgerüstete ISU-152 und ISU-122 mit verschweißten Geschützöffnungen wurden unter der Bezeichnung ISU-T auch als Berge- und Beobachtungspanzer sowie als Panzerbefehlswagen verwendet. Einige dieser Fahrzeuge wurden auch an zivile Organisationen zur Nutzung als Schlepper und Transportmittel im Gelände abgegeben. Die sowjetische Eisenbahn nutzte einige abgerüstete ISU-152 als Bergefahrzeuge in Rettungszügen für Aufräumarbeiten nach Eisenbahnunfällen.
Der BTT-1-Bergepanzer hatte dasselbe Fahrgestell, besaß aber erweiterte Möglichkeiten im Vergleich mit dem ISU-T. An die Panzerwanne wurden Stoßdämpfer für das Verrücken ausgefallener Panzer mit Hilfe eines Holzbalkens angeschweißt. Hinten besaß das Fahrzeug einen Sporn; hinzu kam eine Plattform über dem Motorraum sowie ein abnehmbarer handangetriebenen Kran mit einer Traglast von drei Tonnen. Anstatt der Hauptwaffe nebst Munition wurde eine vom Dieselmotor angetriebene leistungsstarke Seilwinde im Aufbau montiert. Die BTT-1T-Variante war stattdessen mit Trossen, Flaschenzügen und weiterer Ausrüstung für den Zug von Fahrzeugen ausgestattet.

## Erhaltene Fahrzeuge
Viele ISU-152 sind auch nach den Gefechtshandlungen des Zweiten Weltkrieges, den nachfolgenden bewaffneten Konflikten sowie ihrer Ausmusterung erhalten geblieben. Sie sind heute Museumsexponate oder dienen Denkmalszwecken. Besonders in den Ausstellungen von Militärmuseen oder Mahnmalen in Russland, der Ukraine und Belarus sind sie zahlreich, einige Fahrzeuge sind Denkmäler an den Truppenstandorten der Heere dieser Länder. Einige Museumsfahrzeuge sind fahrtüchtig, gewöhnlich nehmen sie an den Paraden und historischen Militärschauen zum Anlass der Feiern des Kriegsendes in Europa teil.
ISU-152 werden auch in einer Reihe anderer Staaten ausgestellt, z. B. im Museum Berlin-Karlshorst, im Panzermuseum Parola, Finnland und im Panzermuseum Batey-ha-Osef, Israel.

## Weiterführende Informationen